# Kokoro Isomura
Kokoro Isomura (japanisch 磯村 志 Isomura Kokoro; * 22. Januar 2003 in Hiroshima) ist ein japanischer Tennisspieler.

## Karriere
Isomura spielte zwischen 2017 und 2021 auf der ITF Junior Tour. Dort nahm er in den letzten beiden Jahren an drei Grand-Slam-Turnieren teil. Im Einzel schied er jeweils zum Auftakt aus, während er im Doppel von Wimbledon 2021 mit dem Halbfinale den größten Erfolg seiner Juniorkarriere erzielte. Isomura spielte dort mit dem US-Amerikaner Samir Banerjee und sie verloren gegen Daniel Rincón und Abedallah Shelbayh. Darüber hinaus gewann er 2019 zwei Einzel- und drei Doppeltitel darunter auch den Titel beim J1 Sarawak, einem Turnier der zweithöchsten Kategorie. In der Junioren-Rangliste erreichte er mit Platz 28 seine höchste Notierung.
Bei den Profis gewann Isomura auf der ITF Future Tour 2023 den ersten Doppeltitel. Im Einzel schaffte er es 2024 das erste Mal in ein Future-Endspiel; im September des Jahres gewann er überraschend ein Future-M25-Turnier ohne einen Satz zu verlieren. In der Weltrangliste stand Isomura jeweils etwa auf Platz 500. Kurz vor Ende der Saison kam er damit zu ersten Einsätzen auf der ATP Challenger Tour. In Taipei besiegte er Ramkumar Ramanathan, die Nummer 270 der Welt. Wenig später in Matsuyama schlug Isomura mit Jurij Rodionov das erste Mal einen Spieler der Top 200 und erreichte das Challenger-Viertelfinale. Die erste Challenger-Teilnahme im Doppel an der Seite von Hikaru Shiraishi nutzte er für seine erste Finalteilnahme. Das Challenger in Nonthaburi Anfang 2025, zu dem Isomura mit Riō Noguchi erst als Ersatzpaar nachgerückt war, nutzen die beiden für ihren ersten Challenger-Titel. Isomura stieg dadurch bis auf Platz 361 der Weltrangliste.

## Erfolge
| Legende (Anzahl der Siege) |
| Grand Slam                 |
| ATP Finals                 |
| ATP Tour Masters 1000      |
| ATP Tour 500               |
| ATP Tour 250               |
| ATP Challenger Tour (2)    |

### Doppel

#### Turniersiege
| Nr. | Datum          | Turnier    | Belag     | Partner         | Finalgegner                    | Ergebnis         |
| --- | -------------- | ---------- | --------- | --------------- | ------------------------------ | ---------------- |
| 1.  | 4. Januar 2025 | Nonthaburi | Hartplatz | Riō Noguchi     | Zdeněk Kolář Neil Oberleitner  | 7:63, 7:69       |
| 2.  | 2. August 2025 | Astana     | Hartplatz | Taisei Ichikawa | Francis Alcantara Park Ui-sung | 7:5, 2:6, [10:5] |